# 1972: Dracula colpisce ancora!
1972: Dracula colpisce ancora! (Dracula A.D. 1972) è un film del 1972 diretto da Alan Gibson.
Il seguito è I satanici riti di Dracula del 1973.
In questa pellicola si riunisce dopo 15 anni la coppia Christopher Lee-Peter Cushing.

## Trama
Nel 1872 intercorre una lotta tra Dracula e Lawrence Van Helsing, che vede i due sconfiggersi a vicenda. Dopo cento anni il conte, resuscitato grazie alle messe nere del discepolo John Alucard, decide di vendicarsi su Jessica, la discendente di Van Helsing.